# Paralithodes brevipes
Paralithodes brevipes är en kräftdjursart som först beskrevs av H. Milne Edwards och Lucas 1841.  Paralithodes brevipes ingår i släktet Paralithodes och familjen trollkrabbor. Inga underarter finns listade i Catalogue of Life.

## Bildgalleri

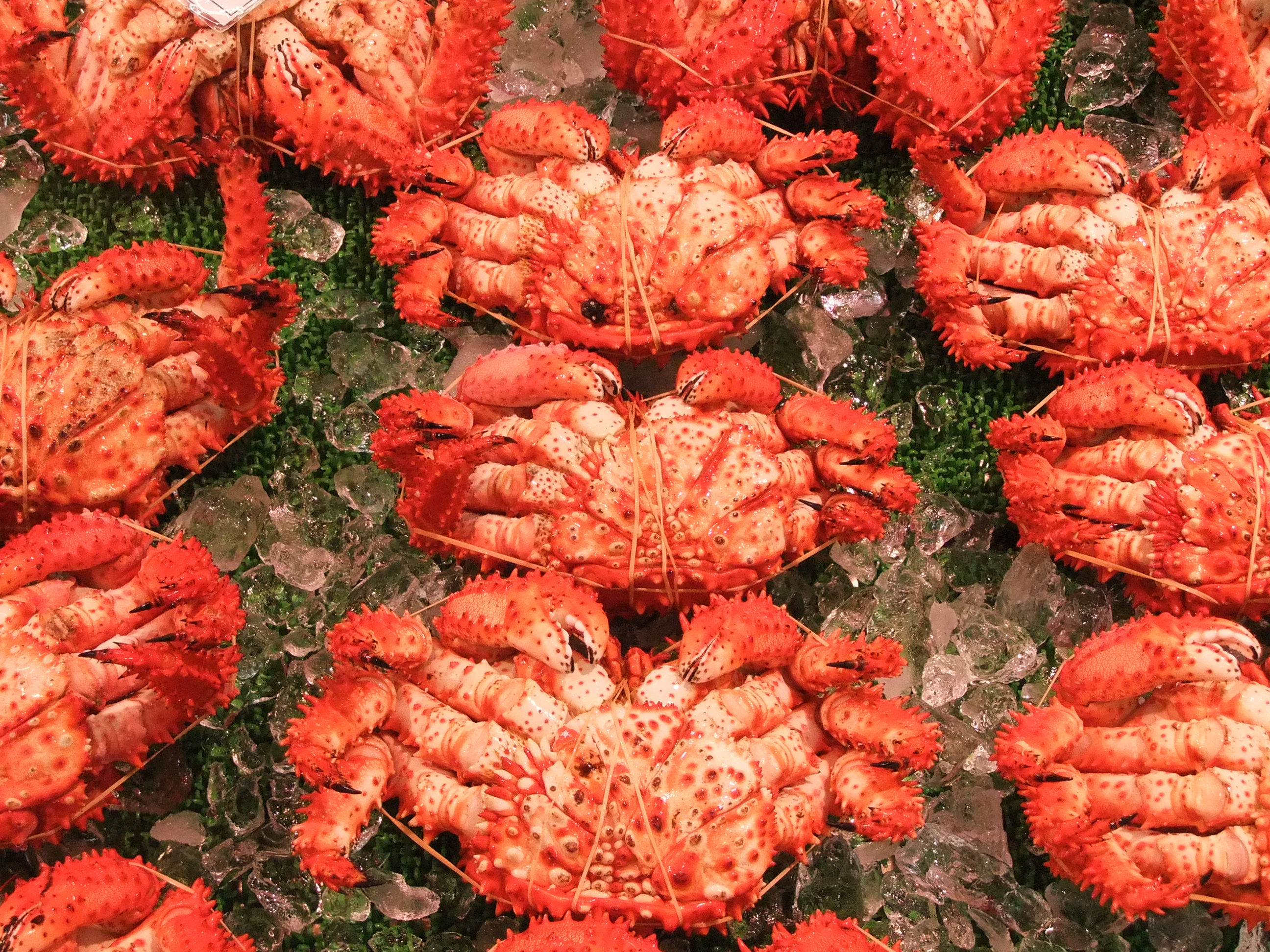
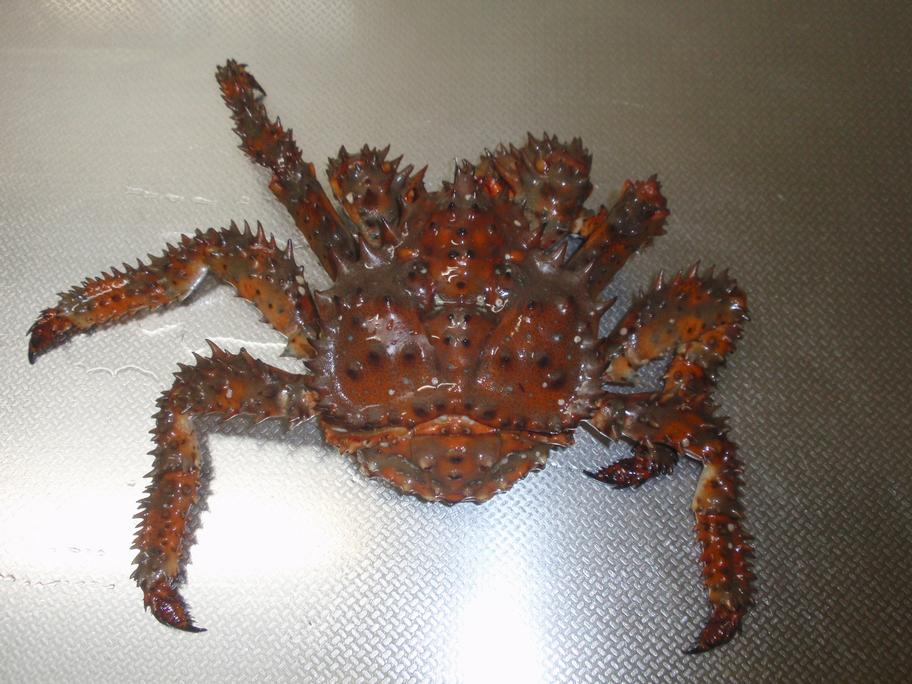